# Lista över segelbåtstillverkare
Detta är en lista över segelbåtstillverkare i urval.

## A
- Albin Marin
- Arcona Yachts

## B
- Baltic Yachts
- Bavaria Yachtbau
- Beneteau

## C
- Cantiere del Pardo (Grand Soleil)
- Comfortbåtar
- Contrastbåtar
- CR Yachts

## D
- Delphia Yachts
- Dufour

## E
- Elan Yachts

## F
- Faurby Yachts
- Fisksätra varv
- Forgus

## G
- Grand Soleil
- Granströms Båtvarv

## H
- Haber Yachts
- Hallberg-Rassy
- Hanse Yachts
- Helmsman Yachts
- Holms Yachtvarv
- Hästholmsvarvet

## J
- Jakobstads båtvarv
- J-Boats
- Jeanneau

## L
- Life Yachts
- G.R. Liljegrens varv

## M
- Malö Yachts
- Maxi/Nimbus
- Moranäsvarvet
- Mölnlycke Marin

## N
- Najad
- Nautor's Swan
- Neglingevarvet
- Nicanders båtvarv
- Nimbus Boats

## Q
- Quorning Boats

## R
- Rosättra Båtvarv/Linjett
- Rödesunds båtvarv

## S
- Salona Yachts
- Scan Yacht
- Sirius Werft
- SwedeStar Yacht
- Sweden Yachts

## X
- X-Yachts

## Å
- Åbo Båtvarf